# Simulium pintoi
Simulium pintoi är en tvåvingeart som beskrevs av Andretta 1945. Simulium pintoi ingår i släktet Simulium och familjen knott. Inga underarter finns listade i Catalogue of Life.